# Paulinho Dias
Paulinho Dias (Belo Horizonte, 13 maggio 1988) è un calciatore brasiliano, centrocampista del Veranópolis.

## Caratteristiche tecniche
Mediano, può giocare anche da interno di centrocampo.

## Carriera

### Club
Gioca tra la seconda e la quarta divisione nazionale fino al 2014, quando l'Atlético Paranaense, società di Série A, lo acquista a costo zero. In questa stagione gioca 7 incontri nella Libertadores.

## Palmarès

### Club

#### Competizioni statali
- Campionato Mineiro: 1

Cruzeiro: 2008
- Campionato Baiano: 1

Bahia: 2015